# Cicindelidia
Cicindelidia es un género de escarabajos de la familia Carabidae.
Hay más de 70 especies. Se encuentra en el Nuevo Mundo; alcanza su mayor diversidad en México y los Estados Unidos. Antes era considerado un subgénero de Cicindela.

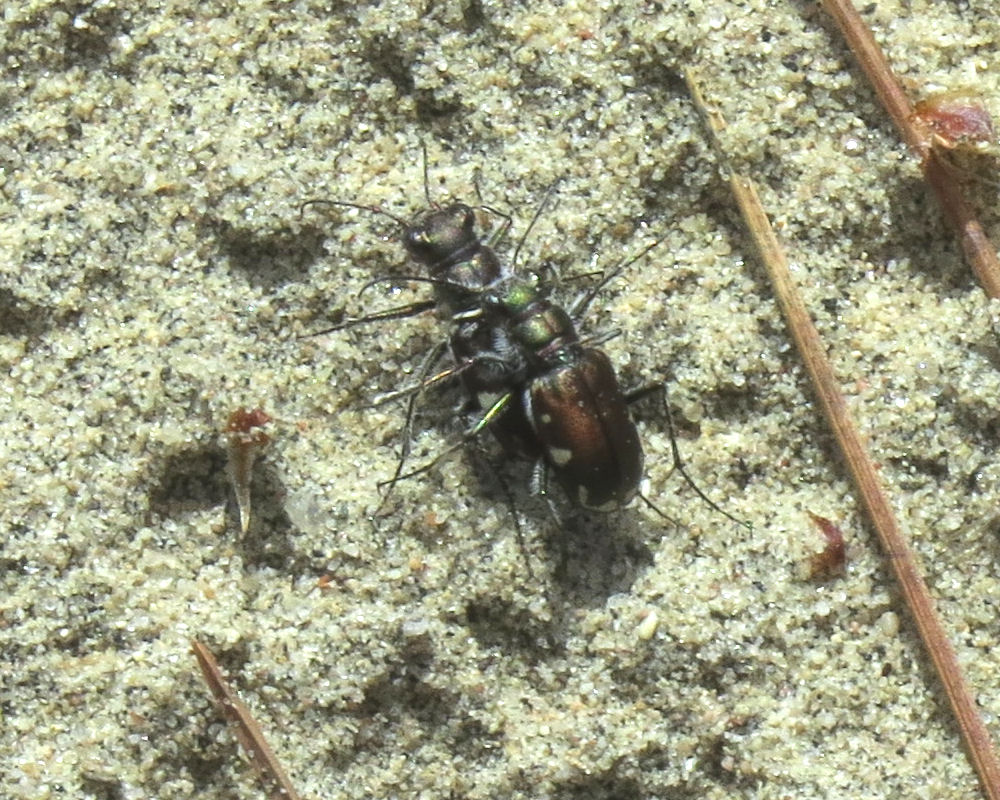
Pareja

## Especies
- Cicindelidia abdominalis
- Cicindelidia amargosae
- Cicindelidia cazieri
- Cicindelidia floridana
- Cicindelidia haemorrhagica
- Cicindelidia highlandensis
- Cicindelidia hornii
- Cicindelidia marginipennis
- Cicindelidia melissa
- Cicindelidia nigrocoerulea
- Cicindelidia obsoleta
- Cicindelidia ocellata
- Cicindelidia politula
- Cicindelidia punctulata
- Cicindelidia rufiventris
- Cicindelidia scabrosa
- Cicindelidia schauppii
- Cicindelidia sedecimpunctata
- Cicindelidia senilis
- Cicindelidia tenuisignata
- Cicindelidia trifasciata
- Cicindelidia willistoni